# Andrea Pagoto
Andrea Pagoto (* 11. Juli 1985 in Montecchio Emilia) ist ein ehemaliger italienischer Radrennfahrer.
Andrea Pagoto wurde 2004 Etappendritter auf dem ersten Teilstück des Giro della Valle d’Aosta. 2005 gewann er das Eintagesrennen Milano-Busseto. 2006 fuhr er für das Professional Continental Team Ceramiche Panaria-Navigare und ab 2009 für das Team Corratec. In seiner ersten Saison dort wurde er Zehnter des ProTour-Rennens Giro di Lombardia. 2007 startete er beim Giro d’Italia und belegte Rang 95 in der Gesamtwertung. Zudem entschied er die Bergwertung der Niedersachsen-Rundfahrt für sich.

## Teams
- 2006 Ceramiche Panaria-Navigare
- 2007 Ceramiche Panaria-Navigare
- 2008 CSF Group-Navigare
- 2009 Team Corratec